# Seiji Koga
Seiji Koga (古賀 誠史?, Koga Seiji; Prefettura di Fukuoka, 7 agosto 1979) è un ex calciatore giapponese, di ruolo centrocampista.